# 8355 Masuo
8355 Masuo eller 1989 RQ1 är en asteroid i huvudbältet som upptäcktes 5 september 1989 av den amerikanske astronomen Eleanor F. Helin vid Palomar-observatoriet. Den är uppkallad efter den japanske astronomen Masuo Tanaka.
Asteroiden har en diameter på ungefär 4 kilometer.